# Sainte-Marguerite
Sainte-Marguerite este una din cele patru insule care formează arhipelagul Lérins (în franceză Îles de Lérins), situat în dreptul orașului Cannes.